# Liste der Bodendenkmäler in Langenfeld (Rheinland)
In der Liste der Bodendenkmäler in Langenfeld sind Bodendenkmäler der nordrhein-westfälischen Stadt Langenfeld (Rheinland) aufgelistet (Stand: November 2010).

## Bodendenkmäler
| Bild             | Bezeichnung                             | Lage                                                           | Beschreibung | Bauzeit | Eingetragen seit | Denkmal- nummer |
| ---------------- | --------------------------------------- | -------------------------------------------------------------- | ------------ | ------- | ---------------- | --------------- |
| weitere Bilder   | Motte Schwanenmühle                     | Wiescheid Flur 1, Flurstück 155 u. Flur 2, Flurstück 147 Karte |              |         |                  | BO 001          |
| Motte Flachenhof | Motte Flachenhof                        | Immigrath Flur 17, Flurstücke 104 u. 178 Karte                 |              |         |                  | BO 002          |
| BW               | Bodendenkmal Haus Graven                | Wiescheid Flur 2, Flurstücke 112 u. 113 Karte                  |              |         |                  | BO 003          |
| weitere Bilder   | Bodendenkmal Kirchenwüstung St. Barbara | Reusrath Flur 7, Flurstücke 23 u. 120 Karte                    |              |         |                  | BO 004          |
| BW               | Bodendenkmal Dückeburg                  | Reusrath Flur 16, Flurstücke 60 u. 63 u. 65 u. 67 u. 85 Karte  |              |         |                  | BO 005          |